# Royal Burial Ground

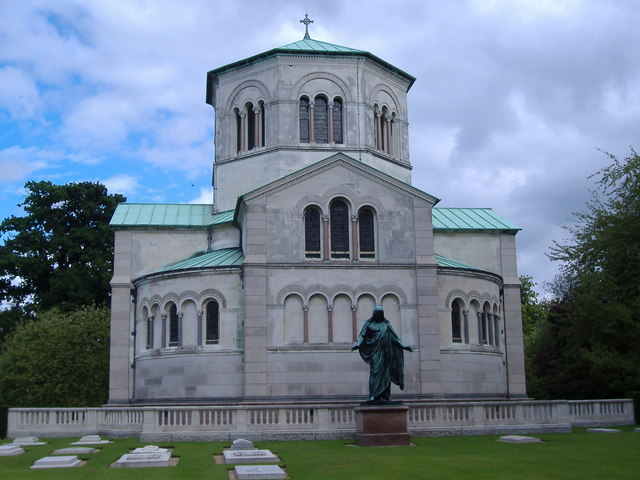
Royal Burial Ground

Il Royal Burial Ground è un cimitero usato dalla famiglia reale britannica.  Consacrato il 23 ottobre 1928, esso circonda il Royal Mausoleum sulla Tenuta Frogmore nell'Home Park a Windsor nella contea inglese del Berkshire.
Dal 1928, la maggior parte dei membri della famiglia reale, fatta eccezione per i sovrani e le loro consorti, sono stati sepolti qui. Tra quelli sepolti qui vi sono tre dei figli della regina Vittoria (Principessa Elena, 1846–1923; Principe Arturo, 1850–1942;
Principessa Luisa, 1848–1939) così come l'ex sovrano Edoardo VIII.  Nei giardini adiacenti Frogmore si trova il mausoleo della madre della regina Vittoria, la duchessa di Kent.

## Sepolture

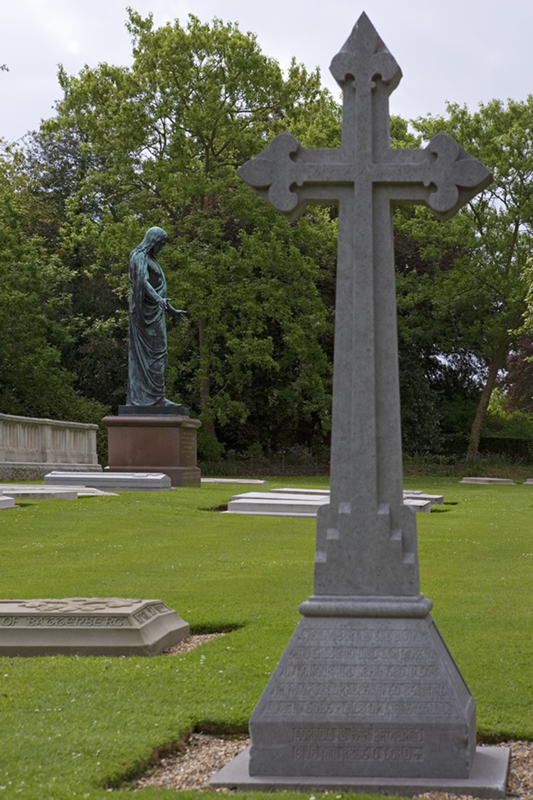
Royal Burial Ground, Frogmore

### Risepolture del 1928

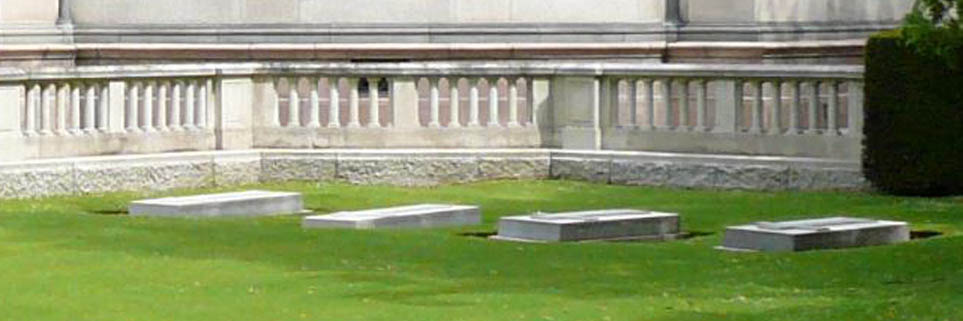
Schleswig-Holstein plot at Royal Burial Ground, Frogmore

- Principe Harold di Schleswig-Holstein (1876-1876), figlio della Principessa Elena del Regno Unito. 
Sepolto nella Volta reale della Cappella di San Giorgio fino al trasferimento al Burial Ground Reale alla fine di ottobre 1928.
- Principe Francesco di Teck (1870-1910), padre della Regina Mary. 
Funerale tenutosi nella Cappella di San Giorgio il 5 novembre 1910, venne poi sepolto nella Volta reale della cappella e poi trasferito al Burial Ground Reale alla fine di ottobre 1928.
- Principessa Luisa Margherita, Duchessa di Connaught (1860-1917), moglie del Principe Arturo, Duca di Connaught. 
Cremata la sera del 18 marzo 1917 al Golders Green Crematorium come primo membro della famiglia reale, le ceneri furono messe in una bara di rovere per i funerali tenutesi presso la Cappella di San Giorgio il 19 marzo 1917. Le ceneri sono poi state sepolte nella Volta reale della cappella e poi trasferito al Royal Burial Ground alla fine di ottobre 1928.
- principe Cristiano di Schleswig-Holstein (1831-1917);
- principe Leopoldo Mountbatten (1889-1922);
- principessa Elena di Sassonia-Coburgo-Gotha (1846 -1923);
- Adolphus Cambridge, I marchese di Cambridge (1868-1927);
- Rupert Cambridge, visconte Trematon (1907-1928).

### Sepolture 1929-2000
- Margaret Cambridge, marchesa di Cambridge (1873-1929);
- principessa Vittoria del Regno Unito (1868-1935);
- principe Arturo di Connaught (1883-1938);
- principessa Luisa di Sassonia-Coburgo-Gotha (1848-1939);
- principe Arturo di Sassonia-Coburgo-Gotha (1850-1942);
- principessa Elena Vittoria di Schleswig-Holstein (1870-1948).
- principessa Maria Luisa di Schleswig-Holstein (1872-1956);
- principe Alexander Cambridge, I conte di Athlone (1874-1957);
- principe George, duca di Kent (1902-1942);
- principessa Marina, Duchessa di Kent (1906-1968);
- Edoardo VIII del Regno Unito (1894-1972);
- principe William di Gloucester (1941-1972);
- Sir Alexander Ramsay (1881-1972);
- principessa Patrizia di Connaught (1886-1974);
- principe Henry, duca di Gloucester (1900-1974).
- principessa Alice Maria di Sassonia-Coburgo-Gotha (1883-1981);
- George Cambridge, II marchese di Cambridge (1895-1981);
- Wallis, Duchessa di Windsor (1896-1986);
- Dorothy Hastings, marchesa di Cambridge (1899-1988);
- Lady May Abel Smith (1906-1994);
- Sir Henry Abel Smith (1900-1993);

### Sepolture 2001 ad oggi
- principessa Alice, duchessa di Gloucester (1901-2004);
- Sir Angus Ogilvy (1928–2004), marito della principessa Alessandra di Kent;

### Sepolture anteriore
- Maria di Jugoslavia (1900-1961) è stata originalmente inumata nel Royal Burial Ground; ma nel 26 maggio 2013 le sue spoglie state esumate e trasferite al mausoleo reale dei Karađorđević nella Serbia.

## Accesso al pubblico

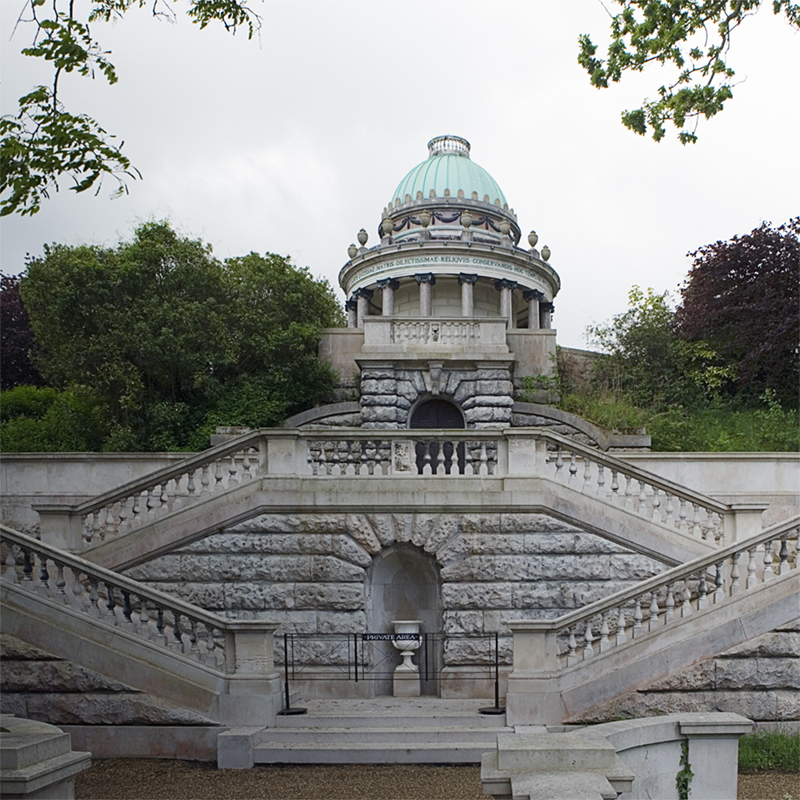
Il Mausoleo della Duchessa di Kent

Frogmore House e i suoi giardini sono aperti al pubblico circa sei giorni ogni anno, di solito tra Pasqua e agosto.
Il Royal Burial Ground può essere visto da tutto il suo perimetro nei giorni in cui i giardini sono aperti al pubblico. Il Mausoleo della Duchessa di Kent può essere visto dall'esterno, ma non è mai aperto al pubblico.
Il Royal Mausoleum, il luogo di sepoltura della regina Vittoria e del consorte principe Alberto, è strutturalmente pericolante ed è stato chiuso al pubblico dal 2007. La ristrutturazione, il cui termine fu inizialmente previsto in dieci anni, nel febbraio 2018, secondo quanto comunicato dalla Casa Reale, dovrebbe terminare entro il 2023.